# Power over Ethernet

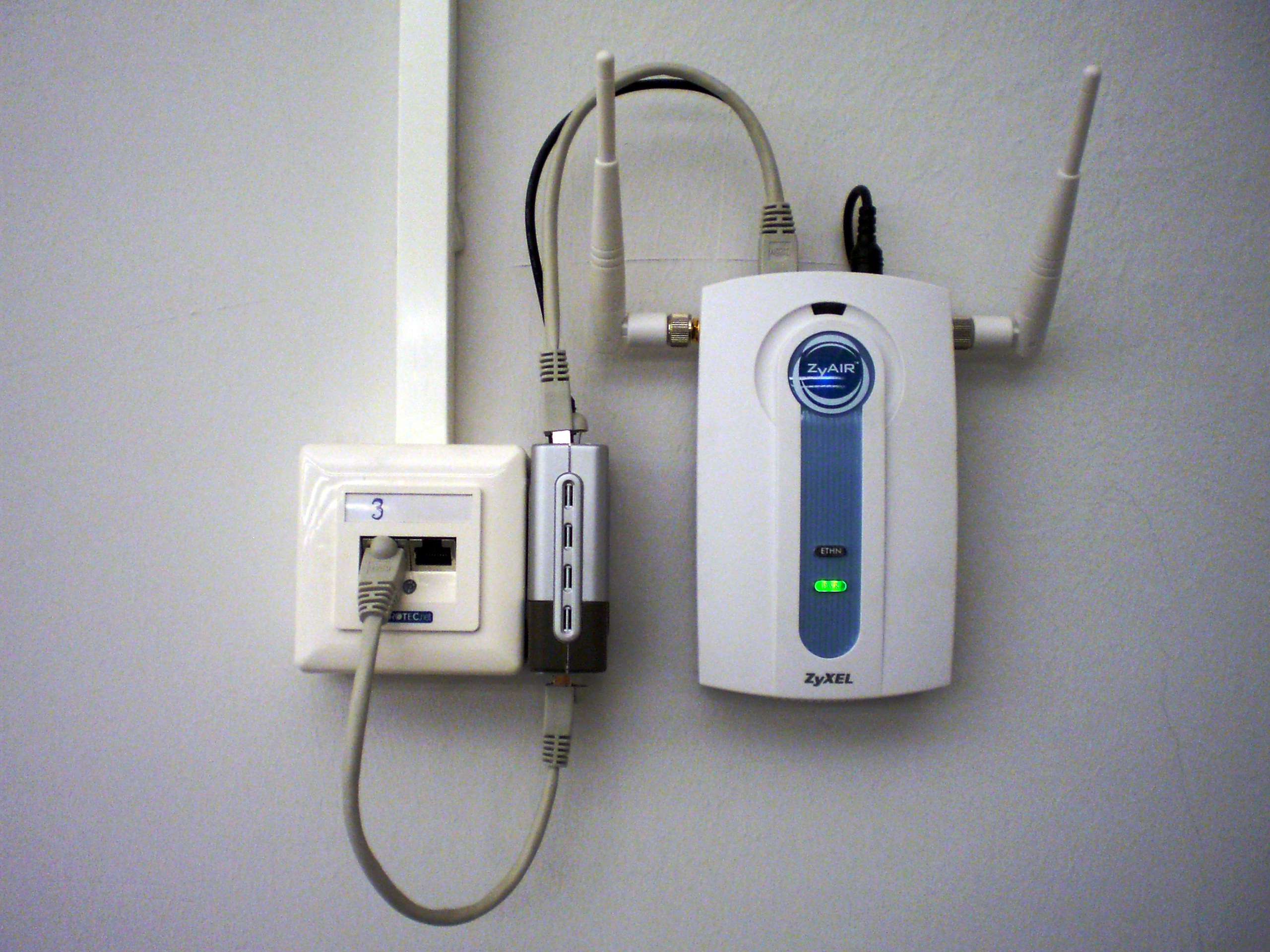
Один кабель Ethernet через PoE сплітер забезпечує як передачу даних (сірий кабель) так і напруги (чорний кабель) до точки доступу. Сплітер — срібно-чорна коробка в середині, між монтажною коробкою зліва і точкою доступу (з двома антенами) праворуч. Підключення PoE усуває необхідність у приближенні пристрою до розетки живлення.

Power over Ethernet (PoE) — технологія передачі електроенергії та даних за допомогою «звитої пари». Це дозволяє використовувати один кабель для передачі даних та живлення периферійних пристроїв, які є елементами мережі Ethernet: пристрої VoIP зв'язку, бездротові мережеві адаптери та точки доступу, вебкамери, тощо.
Технологія була визначена у групі стандартів IEEE 802.3 у 2003 році.
Для передачі напруги найчастіше використовують невикористані для передачі даних пари проводів (синя та коричнева). На початку розвитку технології то мала бути напруга постійного струму (DC) 48 В (у стандарті від 25 В до 60 В) і максимальний струм 400 мА, але це залежить від конкретної реалізації.
На додаток до стандартизації існуючої практики використання пар для передачі живлення і пари для даних, стандарти IEEE PoE задає сигналізацію між обладнанням джерела живлення (англ. power sourcing equipment) та пристроєм живлення (англ. powered device). Ця сигналізація дозволяє джерелу живлення виявити наявність відповідного пристрою, а також дозволяє пристрою та джерелу узгодити кількість потрібної або доступної потужності.

## Розвиток стандарту

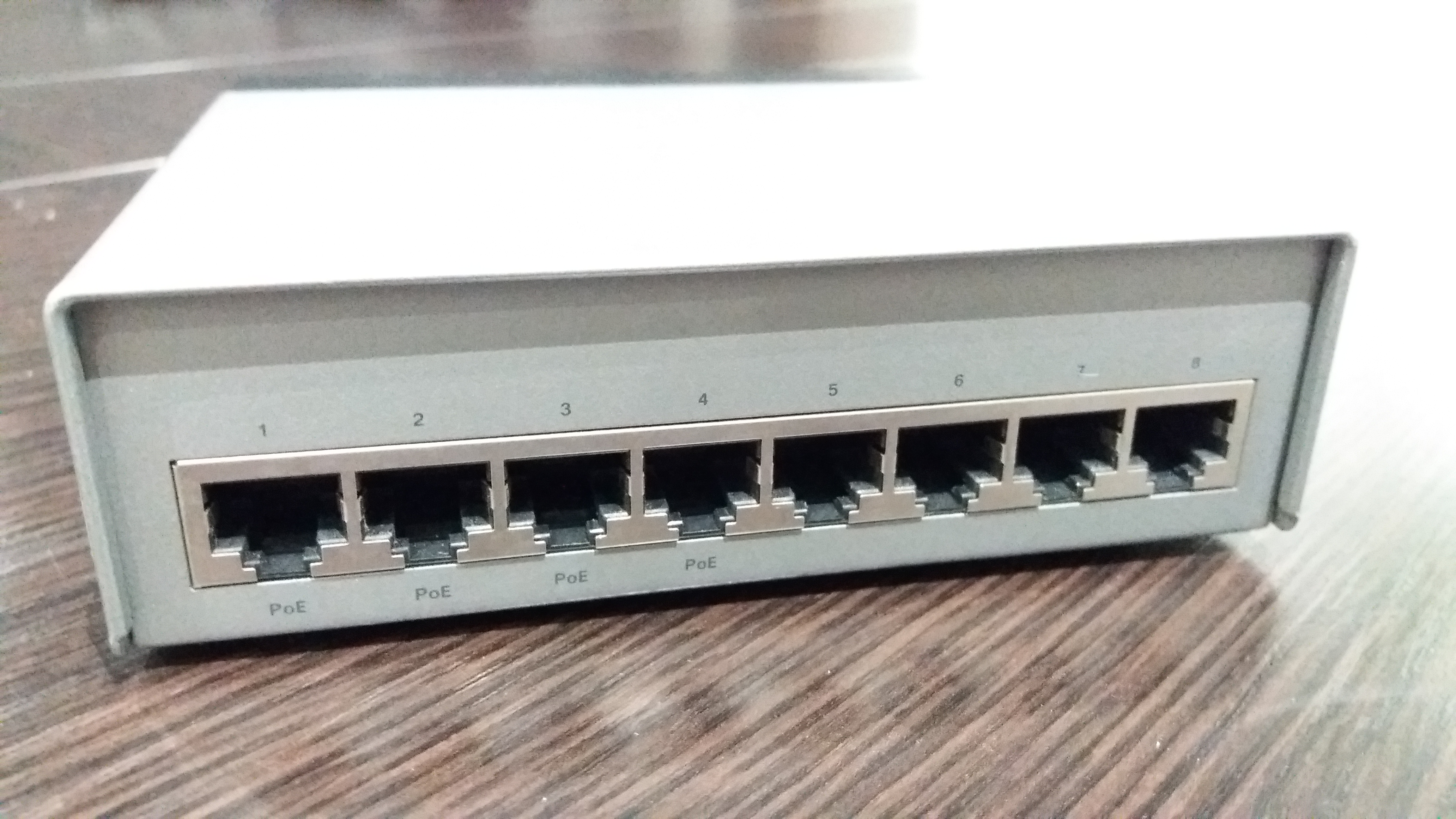
Мережевий комутатор з PoE

Початковий стандарт IEEE 802.3af-2003 PoE забезпечує до 15,4 Вт постійного струму (мінімум 44 В постійного струму та 350 мА) на кожному порту. Але тільки 12,95 Вт буде доступно для пристрою, що живиться, оскільки деяка потужність розсіюється в кабелі. Оновлений стандарт IEEE 802.3at-2009 PoE, також відомий як PoE + або PoE plus, забезпечує до 25,5 Вт потужності для пристроїв. Стандарт 2009 забороняє пристрою, що живиться, використовувати всі чотири пари для живлення. Обидва ці стандарти були включені до публікації IEEE 802.3-2012.
Розглядаючи шляхи збільшення переданої потужності, IEEE визначив IEEE 802.3bt у вересні 2018 року. Стандарт вводить два додаткових типи живлення: до 55 Вт (тип 3) і до 90-100 Вт (тип 4). Кожна пара «звитої пари» потребує обробки струму до 600 мА (тип 3) або 960 мА (тип 4). Крім того, включена підтримка для 2.5GBASE-T, 5GBASE-T та 10GBASE-T. Такий розвиток відкриває двері для нових застосувань та розширює використання пристроїв, таких як високопродуктивні бездротові точки доступу та камери спостереження.

## Термінологія

### Обладнання джерела живлення
Обладнання джерела живлення (інжектор; англ. power sourcing equipment, скорочено англ. PSE) це такий пристрій, як мережевий комутатор, який забезпечує (є джерелом) живлення у кабелі Ethernet. Коли пристрій є комутатор, його зазвичай називають кінцевою ланкою англ. endspan (хоча IEEE 802.3af називає це кінцевою точкою). В іншому випадку, якщо це проміжний пристрій між не-PoE комутатором і пристроєм PoE, його називають середньою ланкою англ. midspan. Зовнішній інжектор PoE — це пристрій середньої ланки.

### Пристрій живлення

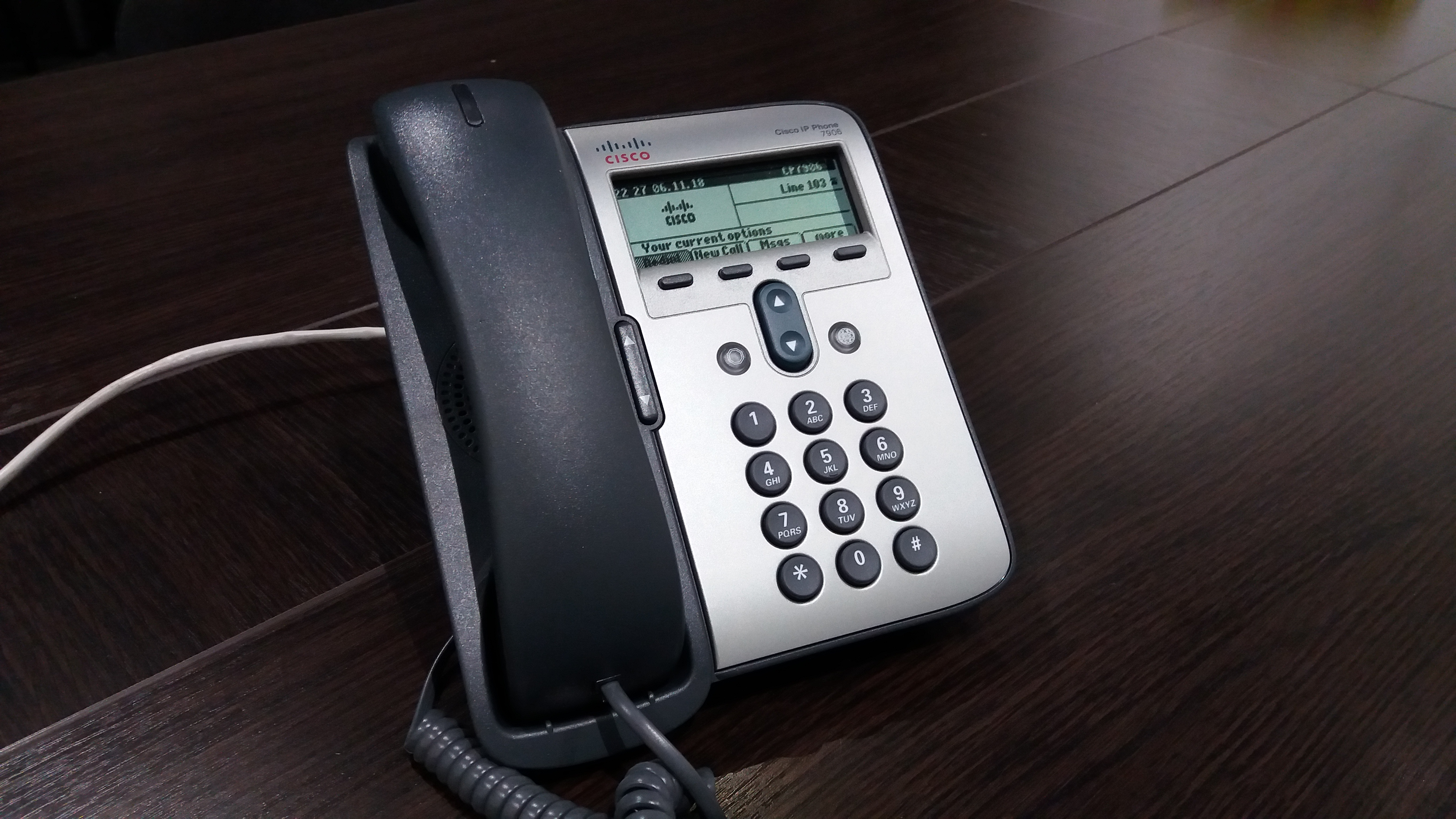
IP-телефон з підтримкою PoE

Пристрій живлення (англ. powered device, скорочено англ. PD) це пристрій що живиться (споживає енергію) від PSE. Це такі пристрої, як бездротові точки доступу, телефони VoIP та IP-камери.
Багато пристроїв живленням (PD) мають допоміжний роз'єм живлення для додаткового, зовнішнього джерела живлення. Залежно від конструкції PD, з допоміжного порту може постачатися деяка, відсутня або вся потужність, а допоміжний порт іноді виконує роль резервного живлення у разі несправності джерела живлення PoE.